# Ralikrossz

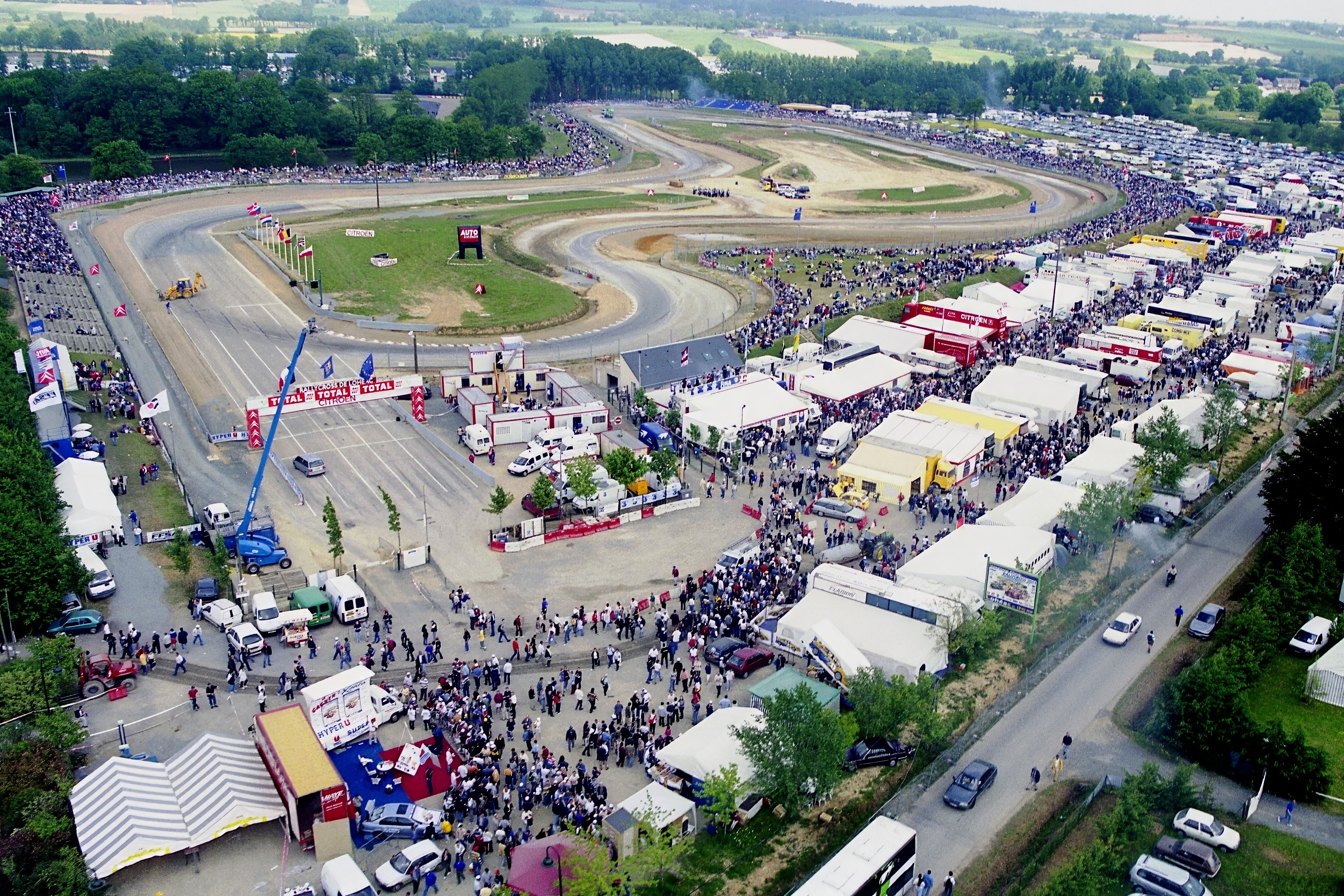
A Circuit de Lohéac versenyenként mintegy 35 000 nézővel Európa legforgalmasabb ralikrossz pályája

A ralikrossz olyan gyorsasági autós verseny, amely épített, zárt, részben szilárd burkolatú pályán kerül megrendezésre. Legfőbb sajátossága a test-test elleni küzdelem. Európa északi országaiban a legnagyobb a népszerűsége; maga a sport is Nagy-Britanniából származik: az első futamot 1967-ben, Canterbury környékén tartották.

## Jellemzői
Zárt pályán versenyeznek egymással egyidejűleg az ellenfelek, ezért a rendkívül látványos, test-test elleni küzdelem igen gyakori. A pályának meghatározott részén szilárd illetve laza burkolat van; ez még színesebbé teszi a versenyt. Gyakran akár 600 lóerős autókat is láthatunk egy ralikrossz versenyen.

## Pályák Magyarországon
egy versenykép
Magyarországon a két legismertebb pálya a máriapócsi és a nyirádi pálya. Az utóbbin már nemzetközi bajnokságokat is rendeznek.